# Mesua myrtifolia
Mesua myrtifolia är en tvåhjärtbladig växtart som först beskrevs av Henri Ernest Baillon, och fick sitt nu gällande namn av André Joseph Guillaume Henri Kostermans. Mesua myrtifolia ingår i släktet Mesua och familjen Calophyllaceae. Inga underarter finns listade i Catalogue of Life.